# آخر ساعة (مجلة)
آخر ساعة هي مجلة أسبوعية مصرية مصورة،

 أسسها محمد التابعي وبدأ صدورها عام 1934، وكانت حينها من أقدم المطبوعات صدورًا في مصر. أعاد إصدارها مصطفى أمين وعلي أمين في عام 1944. ثم أصبحت جزءًا من مؤسسة أخبار اليوم.
 التي تتولى نشر المجلة. أصبحت مملوكة للحكومة المصرية منذ عام 1960.
المجلة مقرها القاهرة، وتغطي المناسبات الاجتماعية، والمواضيع المتعلقة بالمرأة والرياضة، وتشمل أيضا المواضيع السياسية والاقتصادية والاجتماعية والأخبار. تصدر يوم السبت من كل أسبوع.
كان محمد حسنين هيكل رئيس تحرير المجلة في الخمسينيات، ثم تلاه أنيس منصور في الفترة من 1970 إلى 1976، وممن شغل المنصب أيضًا أحمد رشدي صالح، وسمير رجب بدايةً من عام 2008، ومحمد عبد الحافظ بدايةً من 28 يونيو 2014.

## وصلات خارجية
- الموقع الرسمي (بالعربية)